# 포 (소설)

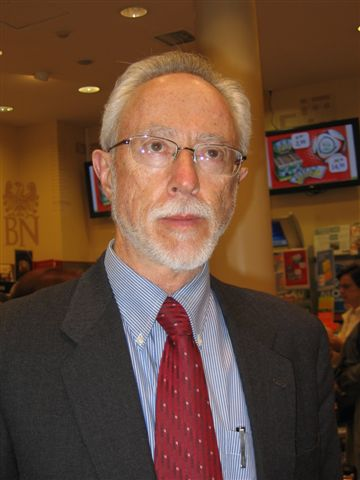
저자 J.M Coetzee

포(Foe)는 남아프리카공화국 출신의 소설가 존 맥스웰 쿳시(J.M Coetzee)가 1986년 발표한 단편 소설로, 영국의 식민 지배와 인종 간 갈등과 같은 주제를 다룬다. 이 소설은 영국의 작가 대니얼 디포 (Daniel Defoe, 본명 Daniel Foe)가 18세기 말과 19세기 초에 발표한 장편 소설 <로빈슨 크루소>의 줄거리를 재해석하고 소설화 하여 고전문학과 대중문학을 연결한 작품이다. 그동안 다양한 작가들이 18세기의 대표적인 소설인 <로빈슨 크루소>를 바탕으로 자신만의 이야기를 집필했지만, 쿳시는 이 소설을 다시 작성함으로써, 이전 작품들이 놓친 것들을 보완하고 그들의 편견과 문제점을 드러내고자 하였다. 원작인 <로빈슨 크루소>에는 등장하지 않는 인물인 미망인 수잔 바튼(Susan Barton)을 주요 등장인물로 삼아, 그녀가 대니얼 디포에게 그가 <로빈슨 크루소>를 집필 하기 전, 그녀의 이야기를 전하는 방식으로 소설을 전개한다. 이를 통해 이전 작품들과는 달리 여성 캐릭터를 중심으로 내세워 그동안 배제되었던 여성들의 목소리를 더욱 강조한다는 점에서 차별성을 갖는다. 그 밖에 작가의 역할과 힘, 그리고 쓰는 것이 의미하는 것과 같은 주제에 대한 작가의 사상을 엿볼 수 있다. 수잔 바튼이 대니얼 디포에게 이야기를 전하는 시점의 외부의 이야기와 그 이야기 속에서 그녀의 무인도 탈출기가 이어지는 액자식 구성을 취하고 있. 이러한 실험적인 서사 기법은 전통적인 구조를 깨고 독자가 여러 가지 관점에서 이야기를 재해석 할 기회를 제공한다.

## 등장인물
수잔 바튼: 신대륙으로 납치된 그녀의 딸을 찾기 위해 여행을 떠나는 미망인으로서 원작인 <로빈슨 크루소>에서는 등장하지 않는 쿳시가 창조한 인물이다. 딸을 찾아야 하기 때문에 하루 빨리 섬을 탈출해야 한다는 생각을 가지고 있는데 자신의 섬에서 천하태평한 크루소와 여러 갈등을 겪는다. 소설 내에서 직접적으로 표현되지 않으나 간접적으로 그녀가 생계를 유지하기 위해 매춘을 했음을 짐작할 수 있다.
로빈슨 크루소: 조난을 당해 모든 선원이 사망하고 아메리카 대륙에 가까운 무인도 해변에서 28년간 표류 중인 요크 출신 뱃사람으로, 원작과는 달리 고집이 세고 고향인 영국으로 돌아오기 전에 죽음을 맞이한다. 원작의 용감하고 정의로운 주인공은 간데 없고, 비열하고 아집에 가득 찬 늙은이로 등장한다.
프라이데이: 로빈슨 크루소의 명령을 따르는 흑인 노예로, 로빈슨 크루소와 수잔 바튼에 의하면 식인종으로 묘사된다. 원작에서는 혀가 잘려 있지도 않고 영어를 구사할 수 있으나, <Foe>에서는혀가 잘려 있어 말을 할 수 없고, 크루소가 가르친 몇 안되는 영어 명령만 알아 들을 수 있다. 소설이 끝이 날 때까지 프라이데이의 어떠한 시각도, 말도 직접적으로 표현되지 않지만, 그의 행동과 표정으로 이야기는 전달된다. 이는 “Foe”에서 언어와 의사소통의 한계를 강조하는 중요한 역할을 한다. 뿐만 아니라 소설 내에서 프라이데이의 의사소통의 한계와 문화 간 갈등 등의 주제를 다루는 중요한 상징적인 역할을 한다.
대니얼 디포:  수잔 바튼의 애인으로 등장하여 생활고에 쫓기고 있다. 그녀의 이야기보다는 상업성이 더 뛰어난 로빈슨 크루소의 이야기를 각색하여 집필하고 싶어한다. 원작에선 작가로서 등장하지 않는다

## 줄거리
소설의 주인공 수잔 바튼(Susan Barton)은 신대륙으로 납치된 그녀의 딸을 찾기 위해 리스본행 배에 타지만, 배 내에서 반란이 일어나 표류하게 된다. 그녀는 한 무인도로 떠밀려 왔는데, 그곳에서 자신의 이전 삶을 잊은 채 만족하고 있는 백인 남성 로빈슨 크루소(Robinson Cruso)와 혀가 잘린 그의 노예 프라이데이(Friday)를 만난다. 그녀는 여태 살아온 영국과 달리 지나치게 비문명화된 그곳에서의 생활에 힘들어하지만, 곧 적응하게 된다. 그들과 함께 일년을 보낸 후, 셋은 영국으로 향하는 배에 의해 구조가 되지만, 로빈슨 크루소는 그의 섬에 대한 상사병으로 항해를 끝마치지 못하고 죽게 된다. 수잔 바튼은 프라이데이와 함께 영국으로 돌아오고, 영국의 저명한 문학가 다니엘 포에게 접근해 그녀의 무인도에서의 모험 일대기를 집필해줄 것을 부탁하며 함께 수익과 명예를 나눌 것을 제안한다. 그녀는 여러 방면으로 그를 설득하지만 다니엘 포는 그녀의 이야기에는 흥미를 느끼지 못하고 크루소의 모험에 대해 각색하여 쓰길 원한다. 출판사 또한 이 소설의 출판과 흥행을 위해서 이야기에 로빈슨 크루소의 존재가 반드시 필요하다고 요구하지만, 수잔 바튼은 로빈슨 크루소의 이야기는 실제로 자신의 것이며, 다니엘 디포가 그것을 각색한 것이라고 주장한다. 그녀는 자신의 이야기를 변형시키는 것을 완강히 거부하고, 출판을 막는다. 이에 대해 출판사는 다니엘 디포가 아닌 다른 사람에게 로빈슨 크루소를 추가한 작품을 완성하도록 요구하고, 수잔은 바튼은 다니엘 디포를 떠난다. 그녀가 떠난 후에 다니엘 디포는 그녀와 그녀의 실종된 딸 이야기를 소설로 출판한다. 이 소설은 자신의 이야기를 가지고 있는 사람들이 그 이야기를 자신의 것을 만들기 위해서는 어떤 것들을 희생하고 선택하는지, 그리고 그 이야기를 다룰 때 본인이 아닌 누가 권위를 가지는지에 대한 문제들을 탐구한다.

## Foe에 나타난 제국주의에 대한 비판적인 요소
<Foe>에서는 유럽인들이 자신의 문화와 가치관을 타문화나 인종에 강제로 적용시키려 하는 제국주의에 대한 작가의 비판적인 관점이 나타난다. 예를 들어, 로빈슨 크루소는 유럽인의 시선에서 자신의 경험을 이야기하고, 다른 인종인 프라이데이에게 유럽의 문화에 강제로 굴복시켜 그의 역사와 문화를 무시한다. 그는 프라이데이를 유럽인의 문명화 과정의 산물로 여기며, 그의 인간성을 인정하지 않는다. 소설의 또 다른 인물인 수잔 바튼 또한 겉으로는 제국주의가 가지는 폭력성에 대해 반대하는 듯 보이지만, 그녀도 모르는 새에 내제된 제국주의적 태도를 온전히 버리지 못하는 한계점을 가진다. 이는 그녀가 프라이데이를 묘사하는 부분에서 무의식적으로 그가 흑인이라는 이유로 식인종이라고 짐작하는 부분이나, 영어를 무조건적으로 가르치려는 그녀의 태도에서 보여진다. 쿳시는 이를 통해 자신들의 문화를 절대적으로 옳다고 여기며, 그 외의 문화나 인종에 대한 배려 없이 다른 문화를 무시하고 타박하는 것에 대한 비판의 메세지를 전한다. 이 밖에도 쿳시는 여성의 권리와 성적 자기결정권에 대한 제국주의의 태도 또한 지적한다. 수잔 바튼과 다니엘 드포와의 관계에서, 그는 그녀를 여성으로서 본인의 의지대로 선택할 권리를 빼앗겨 강제적으로 유럽인 남성들의 시선에서 보여지도록 만든다. 이는 여성의 권리를 억압하고 이를 통해 성적 자기결정권 또한 강제로 박탈하는 제국주의적 모습을 보여준다.

## 의의 및 한계

### 의의
J.M Coetzee의 <Foe>는 대표적인 후기 현대주의 작품으로서, 전통적인 서사 구조를 깨고 독자의 예상을 깨는 실험적인 서사 기법을 도입하였다. 이러한 새로운 접근은 현대문학에서 매우 중요한 역할을 하였다. 또 <Foe>는 이전의 <로빈슨 크루소>의 이야기를 재해석하여 독자들에게 새로운 접근법을 제시한 작품이다. 특히 원작의 서사에서 존재하지 않았던 여성 캐릭터인 수잔 바튼을 화자로 세워, 제국주의 착취적인 성격과 와 당시 여성의 권리 및 자유를 제한하는 것에 대한 문제를 깊이 있게 다루는 점에서 높게 평가 받는다. 이러한 점을 문학사에서 인정 받아 1986년 작가협회상(The W.H Smith Literary Award) 수상, 1987년 부커상(Man Booker Prize) 후보 선정되었으며, 1990년에는 푸시카상(Puskás Prize)을 수상하였다.

### 한계
<Foe>는 다양한 의의를 가지지만 많은 비판 또한 받는다. 가장 일반적으로 비판 받는 부분은 소설의 복잡성과 어려움이다. 이 소설은 자신의 이야기를 창작하는 과정에 대한 내용을 담고 있어, 실험적이긴 하지만 그 자체로 다른 소설에 비해 독자들에게 여러 혼란을 야기할 수 있다. 또한 작품 내에 여성 인물인 수잔 바튼에 대한 불필요한 성적 표현을 포함하고 있다는 점에서 비판 받는다. 이러한 점은 선박 안의 사람들과, 로빈슨 크루소, 그리고 다니엘 드포와의 성관계를 암시하는 대목에서 두드러지게 나타나며 일부 독자들에게는 불쾌감을 불러일으킬 수 있다. 마지막으로 <Foe>가 제국주의에 대한 문제를 다루지만, 그에 대한 일부 비판적인 시각을 제공할 뿐 이 문제에 대한 구체적인 대안을 제시하지 않는다는 점에서 한계점이 있다는 비판을 받는다